# カーギル家
カーギル家（カーギルけ、英語: Cargill family）は、アメリカ最大の非公開複合企業カーギル社の株式90パーセント (%) を、100名を超える一族で所有するアメリカ合衆国の大富豪一族である。カーギル創業者ウィルアム・W・カーギルの娘婿ジョン・マクミランのマクミラン家、と併せてカーギル・マクミラン家と表記される場合もある。
一族の純資産は490億ドルとアメリカ合衆国で6番目に裕福な一族で、史上最も多くのビリオネアを輩出し、少なくとも一族の14人が10億ドル以上の資産を保有している。

## 著名なメンバー
- ウィリアム・W・カーギル（1844年 - 1909年） - カーギル創業者。
- ジョン・H・マクミラン・シニア（1869年 - 1944年） - ウィリアム・W・カーギルの娘婿でエドナ・クララ・カーギルの夫である。カーギル元社長。
- ウィリアム・ダンカン・マクミラン（1930年 - 2006年）- カーギル創業者のウィリアム・W・カーギルの曾孫[2]。
- カーギル・マクミラン・ジュニア（1972年 - 2011年）[3]

## 資産
一族が保有する資産の大部分は、ウィルアム・W・カーギルが創業したカーギル社の株式90%で、490億ドル相当とされる。株式は100名を超える一族が所有し、内14人は純資産10億ドルを超えるビリオネアに認定されている。